# Miss Porto Rico
Miss Porto Rico è il nome con il quale vengono identificate le rappresentanti portoricane nei concorsi di bellezza internazionali. Attualmente, queste rappresentanti vengono selezionate attraverso vari concorsi, fra cui si possono citare Miss Universo Porto Rico, Miss Mondo Porto Rico, Miss Terra Porto Rico e Miss Porto Rico Scholarship Program, che sono i concorsi preliminari per partecipare rispettivamente a Miss Universo, Miss Mondo, Miss Terra e Miss America.

## Miss Universo Porto Rico
Nelle sue varie forme, il concorso Miss Universo Porto Rico, spesso indicato semplicemente come Miss Porto Rico, per evidenziarne l'importanza rispetto agli altri concorsi, si è tenuto quasi ogni anno dagli anni cinquanta. La vincitrice rappresenta Porto Rico a Miss Universo. Ogni comune di Porto Rico sceglie una rappresentante locale che parteciperà alla finale di Miss Porto Rico, tenuta tradizionalmente a San Juan. Alla fine della serata finale viene incoronata la vincitrice.
Nel corso degli anni ci sono stati tre cambiamenti organizzativi che hanno portato a vari cambiamenti del nome del concorso. "Miss Porto Rico" si è svolto dal 1952 al 1998 sotto la direzione di Anna Santisteban. Nel 1996 l'organizzazione perse i diritti per il franchise di Miss Universo, così dal 1996 al 1998, Telemundo si occupò dell'organizzazione dell'evento, che fu ribattezzato "Miss Universo Porto Rico". Dal 1999 al 2002 TeleOnce (adesso Univision Puerto Rico) ottenne il franchise e ribattezzò il concorso "Miss Porto Rico Universo". Magali Febles si è occupato della direzione artistica dal 2003 al 2009 ed il titolo del concorso è rimasto invariato. Nel 2009, Desireé Lowry e Luisito Vigoreaux hanno ottenuto il franchise di Miss Universo ed hanno rinominato il concorso "Miss Universo Porto Rico".
Dal 2006, Miss Porto Rico Universo è il primo concorso di bellezza ad avere un sistema di podcast.

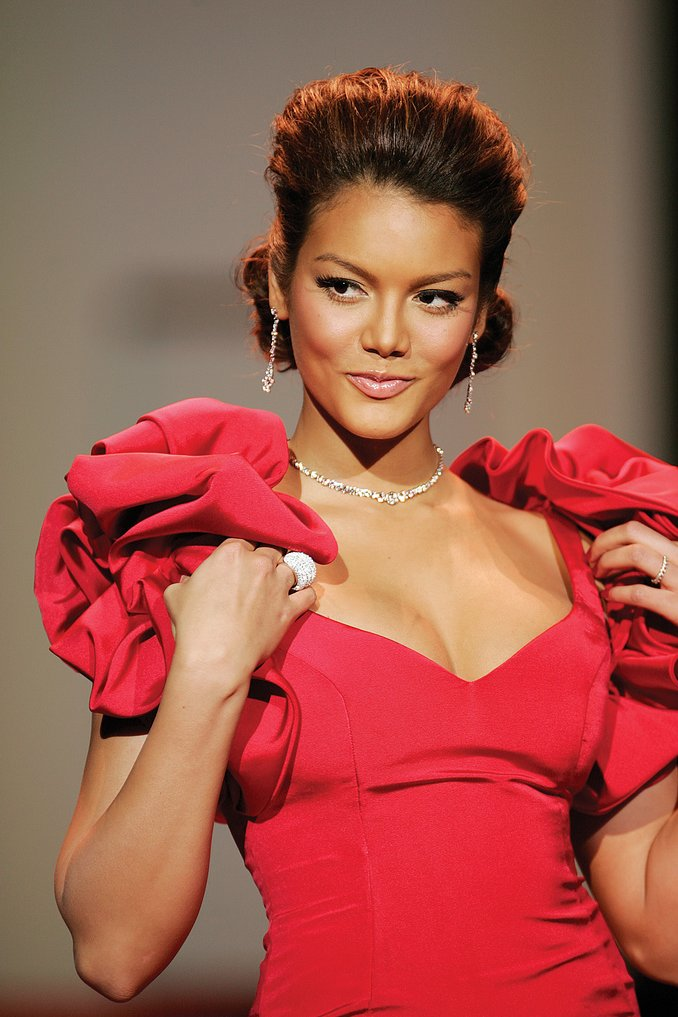
Zuleyka Rivera, Miss Porto Rico 2006

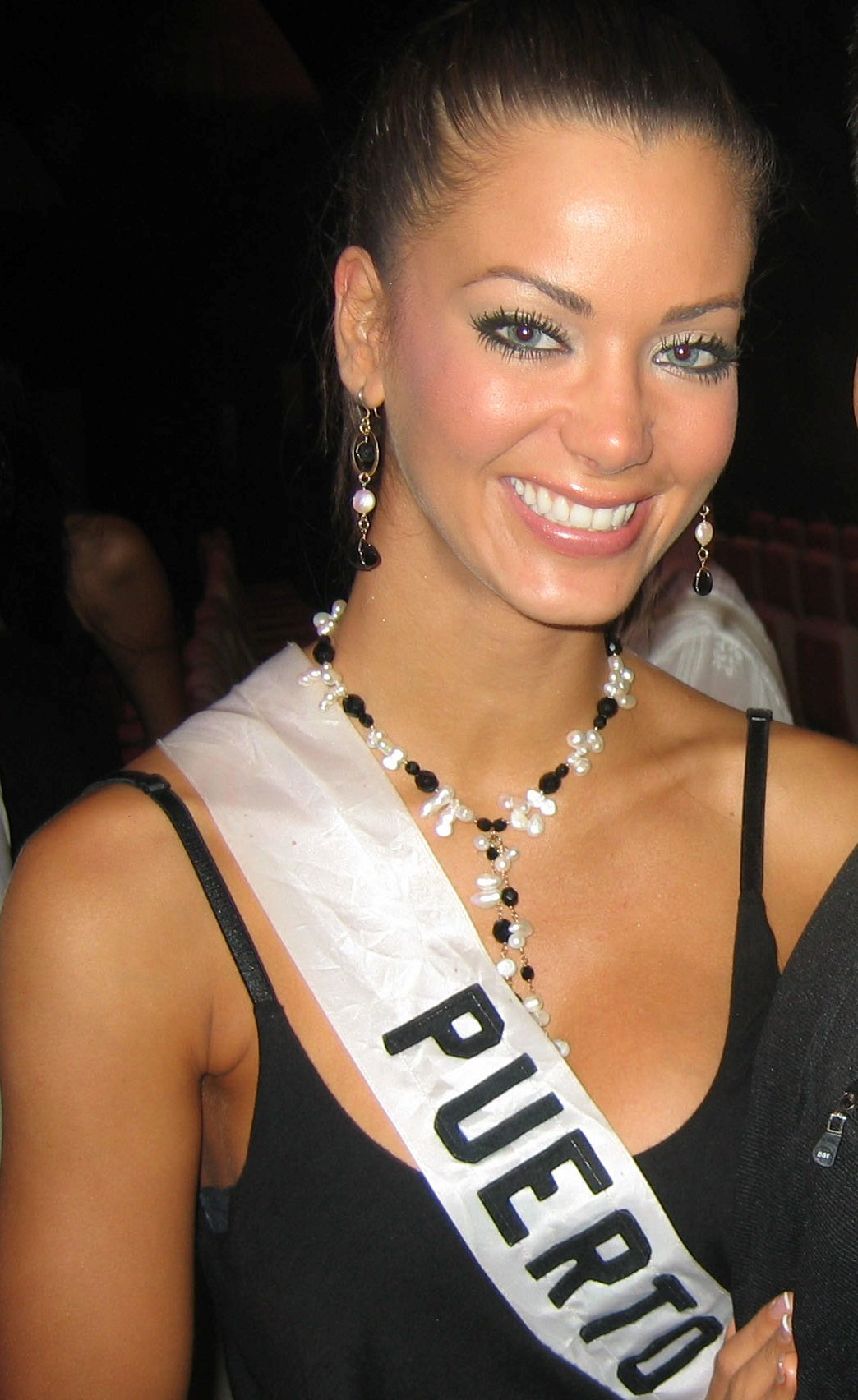
Ingrid Marie Rivera, Miss Porto Rico 2008

| Miss Porto Rico           |                                         |                   |                             |                                                             |
| Anno                      | Vincitrice                              | Provenienza       | Piazzamento a Miss Universo | Riconoscimento                                              |
| 1952                      | Marilia Levy Bernal                     | Lares             |                             |                                                             |
| 1953                      | Wanda Irizarry                          |                   |                             |                                                             |
| 1954                      | Lucy Santiago                           |                   |                             |                                                             |
| 1955                      | Carmen Laura Betancourt                 |                   |                             |                                                             |
| 1956                      | Paquita Vivo Colón                      | San Lorenzo       |                             |                                                             |
| 1957                      | María Del Pilar "Mapita" Mercado Cortes |                   |                             | Miss Congeniality                                           |
| 1961                      | Enid Del Valle                          |                   |                             |                                                             |
| 1962                      | Ana Celia Sosa                          |                   |                             |                                                             |
| 1963                      | Jeanette Blascoechea                    |                   |                             |                                                             |
| 1964                      | Yolanda Rodríguez Machín                |                   |                             |                                                             |
| 1965                      | Gloria Cobian Díaz                      |                   |                             |                                                             |
| 1966                      | Carol Bajandas                          |                   |                             |                                                             |
| 1967                      | Ivonne Coll Mendoza                     | Fajardo           |                             |                                                             |
| 1968                      | Marylin Carrasqu                        |                   |                             |                                                             |
| 1969                      | Aida Betancourt                         | Santurce-San Juan |                             |                                                             |
| 1970                      | Marisol Malaret Contreras               | Santurce-San Juan | Vincitrice                  |                                                             |
| 1971                      | Idalia Margarita "Beba" Franco          | San Juan          | 4ª classificata             |                                                             |
| 1972                      | Bárbara Torres                          | Santurce-San Juan |                             |                                                             |
| 1973                      | Gladys Vanessa Colón Díaz               | Orocovis          |                             |                                                             |
| 1974                      | Sonia María Stage Chardón               | San Juan          | Semifinalista (Top 12)      |                                                             |
| 1975                      | Lorell Del Carmen Carmona Juan          | San Germán        |                             |                                                             |
| 1976                      | Elizabeth Zayas Ortíz                   | Salinas           |                             |                                                             |
| 1977                      | María Del Mar Rivera Veglio             | Ponce             |                             |                                                             |
| 1978                      | Ada Cecille Perkins Flores              | San Juan          |                             |                                                             |
| 1979                      | Audrey Teresa "Tere" López              | Mayagüez          |                             |                                                             |
| 1980                      | Agnes Tañón Correa                      | Caguas            | Semifinalista (Top 12)      |                                                             |
| 1981                      | Carmen Lotti Rodríguez                  | Guaynabo          |                             |                                                             |
| 1982                      | Lourdes Milagros Mantero Hormazábal     | Juncos            |                             |                                                             |
| 1983                      | Carmen Batíz Vergara                    | Trujillo Alto     |                             |                                                             |
| 1984                      | Sandra Beauchamp Roche                  | Mayagüez          |                             |                                                             |
| 1985                      | Deborah Carthy-Deu                      | San Juan          | Vincitrice                  |                                                             |
| 1986                      | Elizabeth Robison Latalladi             | San Germán        | Semifinalista (Top 10)      |                                                             |
| 1987                      | Laurie Tamara Simpson Rivera            | San Juan          | 5ª classificata             |                                                             |
| 1988                      | Isabel María Pardo Cubeñas              | Guaynabo          |                             |                                                             |
| 1989                      | Catalina Villar Ruíz                    | Salinas           |                             |                                                             |
| 1990                      | María Luisa Fortuño Caimí               | Guaynabo          |                             |                                                             |
| 1991                      | Lizzette Marie Bouret                   | Toa Alta          |                             |                                                             |
| 1992                      | Daisy García Rodríguez                  | Bayamón           |                             |                                                             |
| 1993                      | Dayanara Torres Delgado                 | Toa Alta          | Vincitrice                  |                                                             |
| 1994                      | Brenda Ester Robles Cortés              | Isabela           |                             |                                                             |
| 1995                      | Desirée Lowry Rodríguez                 | Corozal           |                             |                                                             |
| 1996                      | María Del Rocío Arroyo Rivera           | Lares             | Non partecipa               |                                                             |
| 1997                      | Lydia Guzmán López De Victoria          | Lares             | Non partecipa               |                                                             |
| 1998                      | Ymak Farah Fagundo Soto                 | Cabo Rojo         | Non partecipa               |                                                             |
| Miss Universo Puerto Rico |                                         |                   |                             |                                                             |
| 1996                      | Sarybel Velilla Cabeza                  | Toa Alta          |                             |                                                             |
| 1997                      | Ana Rosa Brito Suárez                   | San Juan          | Semifinalista (Top 10)      |                                                             |
| 1998                      | Joyce Marie Giraud Mojica               | Aguas Buenas      | 3ª classificata             |                                                             |
| Miss Puerto Rico Universe |                                         |                   |                             |                                                             |
| 1999                      | Brenda Liz López Ramos                  | Lares             | Semifinalista (Top 10)      | Miss Photogenic                                             |
| 2000                      | Zoraida Isabel Fonalledas Ferraiouli    | Guaynabo          |                             |                                                             |
| 2001                      | Denise Marie Quiñones August            | Lares             | Vincitrice                  | Miss Photogenic Bluepoint Swimsuit Clairol Best Style Award |
| 2002                      | Isis Marie Casalduc González            | Utuado            |                             | Miss Photogenic                                             |
| 2003                      | Carla Tricoli Rodríguez                 | Vieques           |                             | Miss Photogenic                                             |
| 2004                      | Alba Giselle Reyes Santos               | Cidra             | 3ª classificata             | Miss Photogenic                                             |
| 2005                      | Cynthia Enid Olavarría Rivera           | Salinas           | 2ª classificata             |                                                             |
| 2006                      | Zuleyka Jerrís Rivera Mendoza           | Salinas           | Vincitrice                  |                                                             |
| 2006                      | Marilyn Bartolomei Balay                | Ponce             | Non partecipa               |                                                             |
| 2007                      | Wilmadilis "Uma" Blasini Pérez          | Guayanilla        |                             |                                                             |
| 2008                      | Ingrid Marie Rivera Santos              | Dorado            |                             |                                                             |
| 2009                      | Mayra Matos Pérez                       | Cabo Rojo         | 5ª classificata             |                                                             |
| Miss Universo Porto Rico  |                                         |                   |                             |                                                             |
| 2010                      | Mariana Paola Vicente Morales           | Río Grande        | Semifinalista (Top 10)      |                                                             |
| 2011                      | Viviana Ortiz Pastrana                  | Corozal           | Semifinalista (Top 16)      |                                                             |
| 2012                      | Bodine Koehler Peña                     | Río Grande        |                             |                                                             |
| 2013                      | Monic Marie Pérez Díaz                  | Arecibo           | Semifinalista (Top 16)      |                                                             |
| 2014                      | Gabriela Berríos Pagán                  | Toa Baja          |                             |                                                             |
| 2015                      | Catalina Morales                        | Guaynabo          |                             |                                                             |
| 2016                      | Brenda Jiménez                          | Aguadilla         |                             |                                                             |
| 2017                      | Danna Hernández                         | San Juan          |                             |                                                             |
| 2018                      | Kiara Ortega                            | Rincón            |                             |                                                             |

## Miss Mondo Porto Rico
Insieme a Miss Porto Rico Universo, Miss Mondo Porto Rico è uno dei più importanti concorsi di bellezza nazionali, e serve a selezionare al delegata portoricana per Miss Mondo. Porto Rico ha debuttato a Miss Mondo nel 1959, per poi mancare dal 1960 al 1969. Dal 1970 al 1985 la rappresentante costaricana veniva selezionata attraverso un casting.
Dopo un'assenza di due anni dal concorso, nel 1988 Anna Santisteban ottenne i diritti per il franchise Miss Mondo, facendo partecipare al concorso la seconda classificata di Miss Porto Rico, sino al 1995. Dal 1996, Delia Cruz, madre di Wilnelia Merced, l'unica Miss Mondo portoricana, ottenne i diritti del concorso Miss Mondo Porto Rico, che ancora oggi è il concorso ufficiale per scegliere la candidata per Miss Mondo.

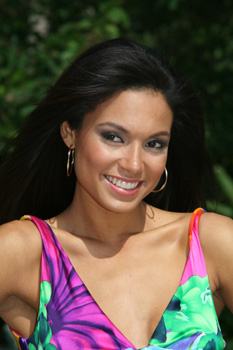
Jennifer Guevara, Miss Mondo Porto Rico 2007

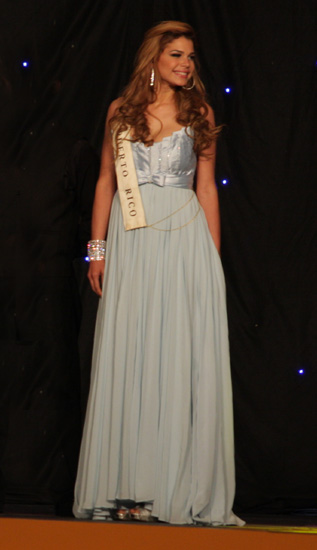
Ivonne Orsini, Miss Mondo Porto Rico 2008

| Anno | Vincitrice                       | Provenienza   | Piazzamento a Miss Mondo | Riconoscimenti          |
| ---- | -------------------------------- | ------------- | ------------------------ | ----------------------- |
| 1959 | Lilie Díaz                       |               |                          |                         |
| 1970 | Alma Doris Pérez                 |               |                          |                         |
| 1971 | Raquel Quintana                  |               |                          |                         |
| 1972 | Ana Nisi Goyco Graciani          | Ponce         |                          |                         |
| 1973 | Milagros García                  |               |                          |                         |
| 1974 | Loyda Eunice Valle Blas Machado  |               |                          |                         |
| 1975 | Wilnelia Merced                  | Caguas        | Vincitrice               |                         |
| 1976 | Ivette Rosado                    |               | Semifinalista            |                         |
| 1977 | Didriana "Dee Dee" Del Río       |               |                          |                         |
| 1978 | Maria Jesús Cañizares            |               | Semifinalista            |                         |
| 1979 | Daisy Marissette López           |               |                          |                         |
| 1980 | Michelle Torres Cintrón          |               | Semifinalista            |                         |
| 1981 | Andrenira Ruíz                   |               |                          |                         |
| 1982 | Jannette Torres Burgos           |               |                          |                         |
| 1983 | Fátima Mustafá Vázquez           |               |                          |                         |
| 1984 | Maria De Los Ángeles Rosas Silva |               |                          |                         |
| 1985 | Iris Matías González             |               | Semifinalista            |                         |
| 1989 | Tania Collazo                    | Orocovis      |                          |                         |
| 1990 | Magdalena Pabón                  | San Juan      |                          |                         |
| 1991 | Johanna Berenice Irizarry        | Lajas         |                          |                         |
| 1992 | Lianabel Rosario Centeno         | Trujillo Alto |                          |                         |
| 1993 | Ana Rosa Brito Suárez            | San Juan      |                          |                         |
| 1994 | Joyce Marie Giraud Mojica        | Aguas Buenas  |                          |                         |
| 1995 | Swanni Quiñones Laracuente       | Bayamón       |                          |                         |
| 1996 | Marissa De La Caridad Hernández  | San Juan      |                          |                         |
| 1997 | Aurea Isis Marrero Nieves        | Dorado        |                          |                         |
| 1998 | Antonia Alfonso Pagán            | Juana Díaz    |                          |                         |
| 1999 | Arlene Torres Torres             | Bayamón       |                          |                         |
| 2000 | Sarybel Velilla Cabeza           | Toa Alta      |                          |                         |
| 2001 | Bárbara Serrano Negrón           | Vieques       |                          |                         |
| 2002 | Cassandra Polo Berríos           | Guaynabo      | Semifinalista            |                         |
| 2003 | Joyceline Montero García         | Bayamón       | Semifinalista            |                         |
| 2004 | Cassandra Castro Holland         | Luquillo      |                          |                         |
| 2005 | Ingrid Marie Rivera Santos       | Dorado        | 3ª classificata          | Miss Mondo Caraibi 2005 |
| 2006 | Thebyam Carrión Álvarez          | Arecibo       | Semifinalista            |                         |
| 2007 | Jennifer Guevara Campos          | Orocovis      | Semifinalista            |                         |
| 2008 | Ivonne Marie Orsini López        | San Juan      | Semifinalista            |                         |
| 2009 | Jennifer Colón Alvarado          | Bayamón       |                          |                         |
| 2010 | Yara Liz Lasanta Santiago        | Barranquitas  | Semifinalista            |                         |
| 2011 | Amanda Victoria Vilanova Pérez   | San Juan      | 3ª classificata          |                         |

## Miss Terra Porto Rico
| Anno | Vincitrice                       | Provenienza  | Piazzamento a Miss Terra     | Riconoscimenti       |
| ---- | -------------------------------- | ------------ | ---------------------------- | -------------------- |
| 2001 | Amaricelys Reyes Guzmán          | Isabela      |                              |                      |
| 2002 | Deidre Rodríguez                 | Santa Isabel |                              |                      |
| 2003 | Norelis Ortíz Acosta             | Toa Baja     |                              |                      |
| 2004 | Shanira Mariette Blanco Colón    | Carolina     |                              |                      |
| 2005 | Vanessa De Roide                 | Caguas       | Top 8                        | Best in Long Gown    |
| 2006 | Camille Collazo Ortíz            | Orocovis     |                              |                      |
| 2008 | Nathalia Del Mar Cuevas          | Salinas      | Non partecipa                |                      |
| 2009 | Dignelis Taymi Jiménez Hernández | Arecibo      |                              | Face of New Placenta |
| 2010 | Yeidy Enid Bosques Pérez         | Mayagüez     | Miss Fuoco (4ª classificata) |                      |
| 2011 | Agnes Eileen Benítez Santiago    | Cataño       |                              |                      |

## Miss Puerto Rico Scholarship Program
Nel 2010, Porto Rico invierà una delegata per il concorso di Miss America, questa sarà la prima volta dal 1961.
| Anno | Vincitrice              | Piazzamento a Miss America | Riconoscimenti                                                   |
| ---- | ----------------------- | -------------------------- | ---------------------------------------------------------------- |
| 1937 | Malen Pietrantoni       |                            |                                                                  |
| 1948 | Irma Nydia Vázquez      |                            |                                                                  |
| 1949 | Marlene Carozzo         |                            |                                                                  |
| 1950 | Avelina Medrallo        |                            |                                                                  |
| 1951 | Evangelina Moragón      |                            |                                                                  |
| 1952 | Otilia Jiménez          |                            | Miss Congeniality                                                |
| 1953 | Helga Edmee Monroig     |                            |                                                                  |
| 1954 | Nydia Power             |                            |                                                                  |
| 1955 | María del Carmen Mejías |                            |                                                                  |
| 1956 | Gladys Rodríguez        |                            |                                                                  |
| 1958 | Winnie Rodríguez        |                            |                                                                  |
| 1962 | Rosita Giusti           |                            | Best in Talent Competition (Classical Vocal) e Miss Congeniality |
| 2010 | Miriam Pabón            |                            | Lifestyle and Fitness Preliminary Award                          |
| 2011 | Mariselle Morales       |                            |                                                                  |
| 2012 | Laura Ramírez           |                            | Duke of Edinburgh Bronze Medal                                   |
| 2013 | Kiaraliz Medina         |                            |                                                                  |
| 2014 | Shenti Lauren           |                            |                                                                  |